# Prenois
Prenois é uma comuna francesa na região administrativa da Borgonha-Franco-Condado, no departamento de Côte-d'Or. Estende-se por uma área de 18,69 km². Em 2010 a comuna tinha 440 habitantes (densidade: 23,5 hab./km²).